# Magyarországi buddhista építmények listája

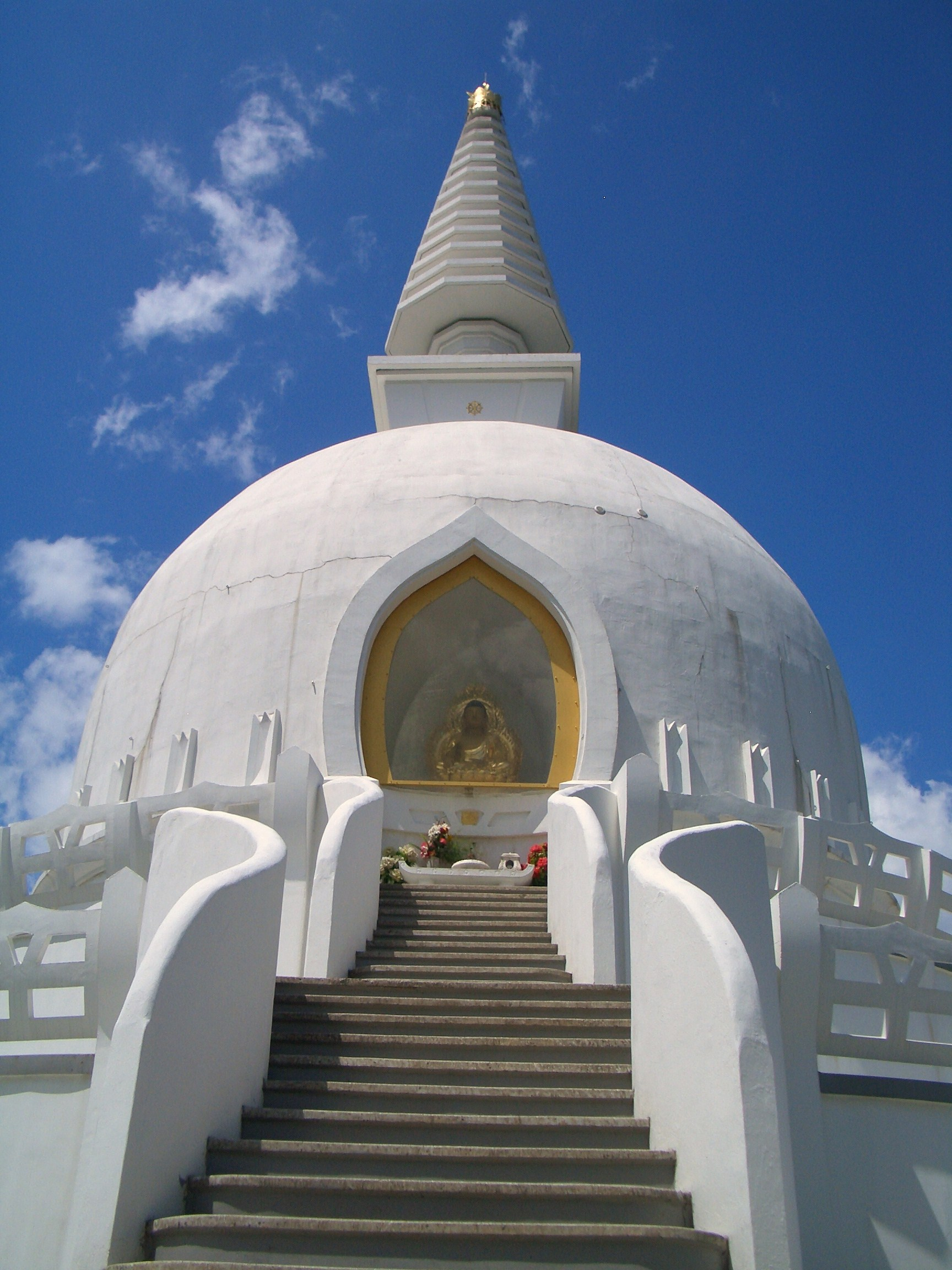
Európa egyik legmagasabb sztúpája, a zalaszántói sztúpa épületét 1993-ban a 14. Dalai Láma személyesen avatta fel.

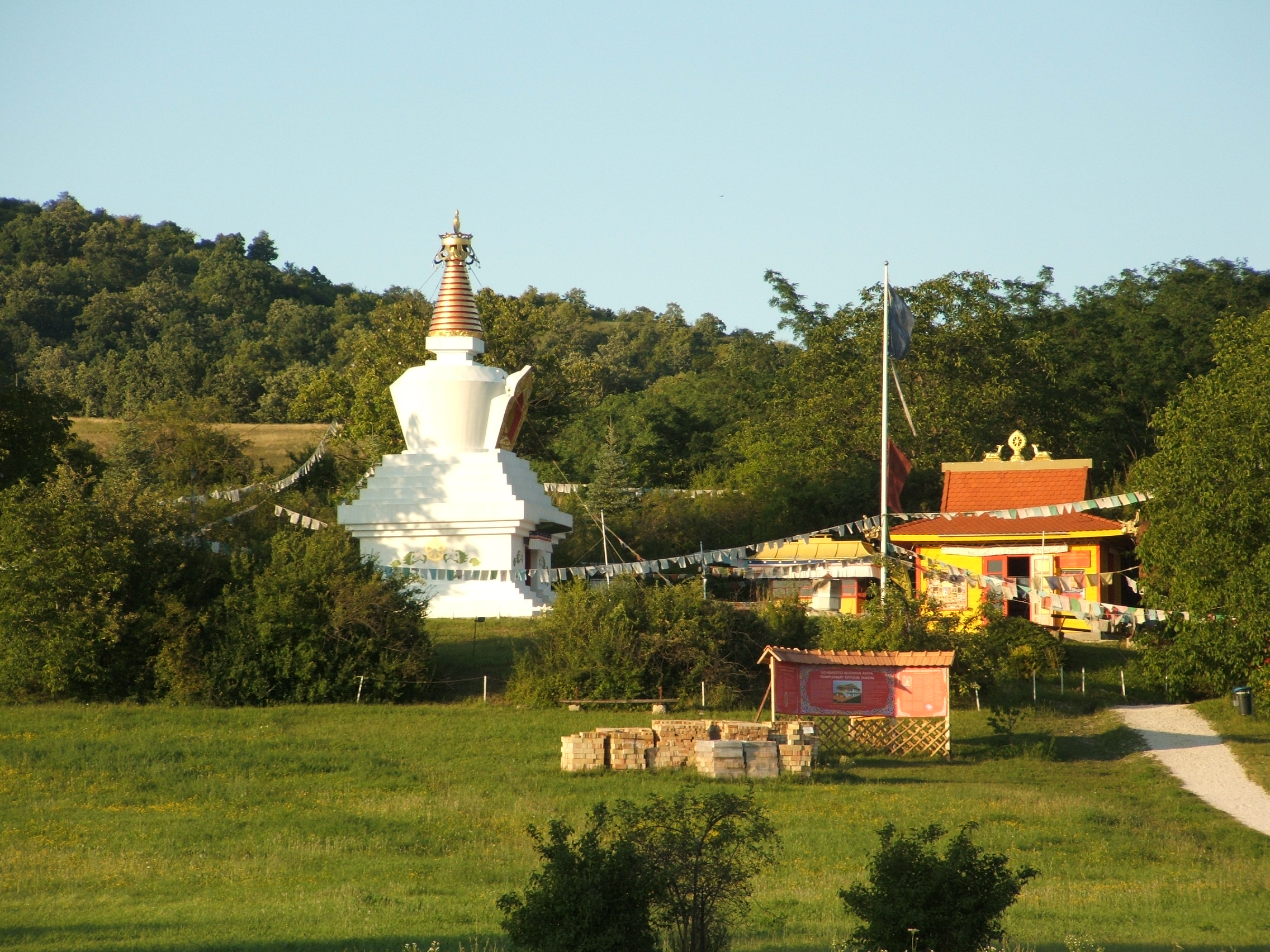
Kőrösi Csoma Sándor emléksztúpa Tar községben.

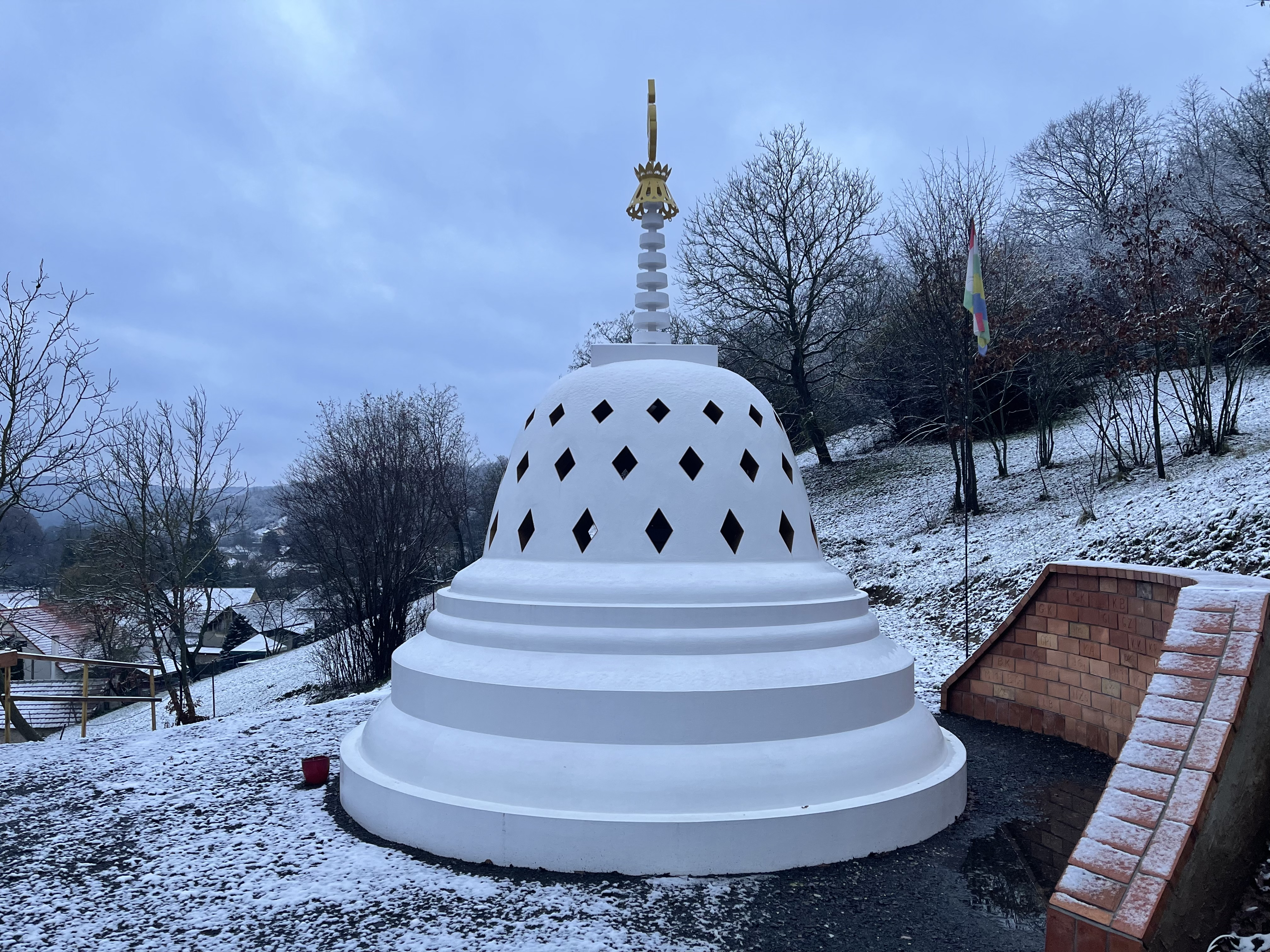
A 2022. szeptemberében felavatott Megszabadulás sztúpa a Mánfai Elvonulási Központban.

Ebben a szócikkben a Magyarországi buddhista templomok, kolostorok, elvonulási helyek és sztúpák szerepelnek. A hagyományosan buddhista országokban található építmények listája, a tibeti kolostorok listája, és a buddhista építmények listája Kínában külön szócikkben szerepelnek.

## Templomok
- Hoboji zen-templom (Pilisszentlászló)
- Eredeti Fény zen-templom (Esztergom közelében)
- Mokusho zen-ház (Szombathely)
- Pu-ji templom (Budapest, 15. ker.)
- Szabadító Buddha Anya templom (Tar)
- Taisenji Mokusho Zen Ház
- Dai Bi szentély (Simontornya)

## Sztúpák
- A Magyar Bodhiszattva sztúpája (1982)
- Maitréja sztúpa (Budapest, XXII. kerület) (1987)
- A Nyugati Tanítvány Sztúpa (Uszó) (1987)
- Sákjamuni Buddha Sztúpa (Budakeszi) (1988)
- Kőrösi sztúpa (Tar, Nógrád vármegye) (1992)
- Béke sztúpa (Zalaszántó, Zala vármegye)(1993)
- Megvilágosodás sztúpa (Becske, Csiga-hegy, Nógrád vármegyében) (2008)
- Gyógyító Buddha sztúpa (Biri, Szabolcs-Szatmár-Bereg vármegye)(2009)
- Tiszta Tudat Sztúpa (Budapest, IX. kerület)(2019)
- Láma Anagarika Govinda sztúpa (Budapest, Kamaraerdő) (2022)
- Megszabadulás sztúpa (Mánfa)(2022)
- Tára sztúpa (Erdőkertes) (2022)

## Elvonulási központok
- Uszó Buddhista Oktatási, Kulturális és Elvonulási Központ
- Mánfai Elvonulási Központ és Alkotótér
- Szkíta és Magyar Szellemiség Kőrösi Csoma Sándor Központja
- Karmapa ház
- Csillaghegyi központ

## Kolostorok
- Dhammadípa kolostor (Bajna)